# Prothrinax
Prothrinax é um gênero de traça pertencente à família Arctiidae.